# Begonia leprosa
Espèce
Synonymes
- Begonia bretschneideriana Hemsl.[1]

Begonia leprosa est une espèce de plantes de la famille des Begoniaceae. Ce bégonia est originaire de Chine. L'espèce fait partie de la section Leprosae. Elle a été décrite en 1883 par Henry Fletcher Hance (1827-1886). L'épithète spécifique leprosa signifie lépreuse, squameuse.

## Répartition géographique
Cette espèce est originaire du pays suivant : Chine.